# Yazid Atouba
Yazid Atouba (Yaoundé, 2 januari 1993) is een Kameroens voetballer. In 2015 tekende hij bij Cotonsport Garoua.

## Clubcarrière
Atouba werd in de MLS SuperDraft 2013 als dertigste gekozen door Chicago Fire. Op 3 maart 2013 maakte hij als invaller voor Joel Lindpere in de zeventigste minuut tegen Los Angeles Galaxy zijn professionele debuut. Voor aanvang van het seizoen in 2014 besloot Chicago Fire niet verder te gaan met Yazid Atouba. Op 31 januari 2015 tekende hij bij Cotonsport Garoua.